# Zakir Hussain (musicus)

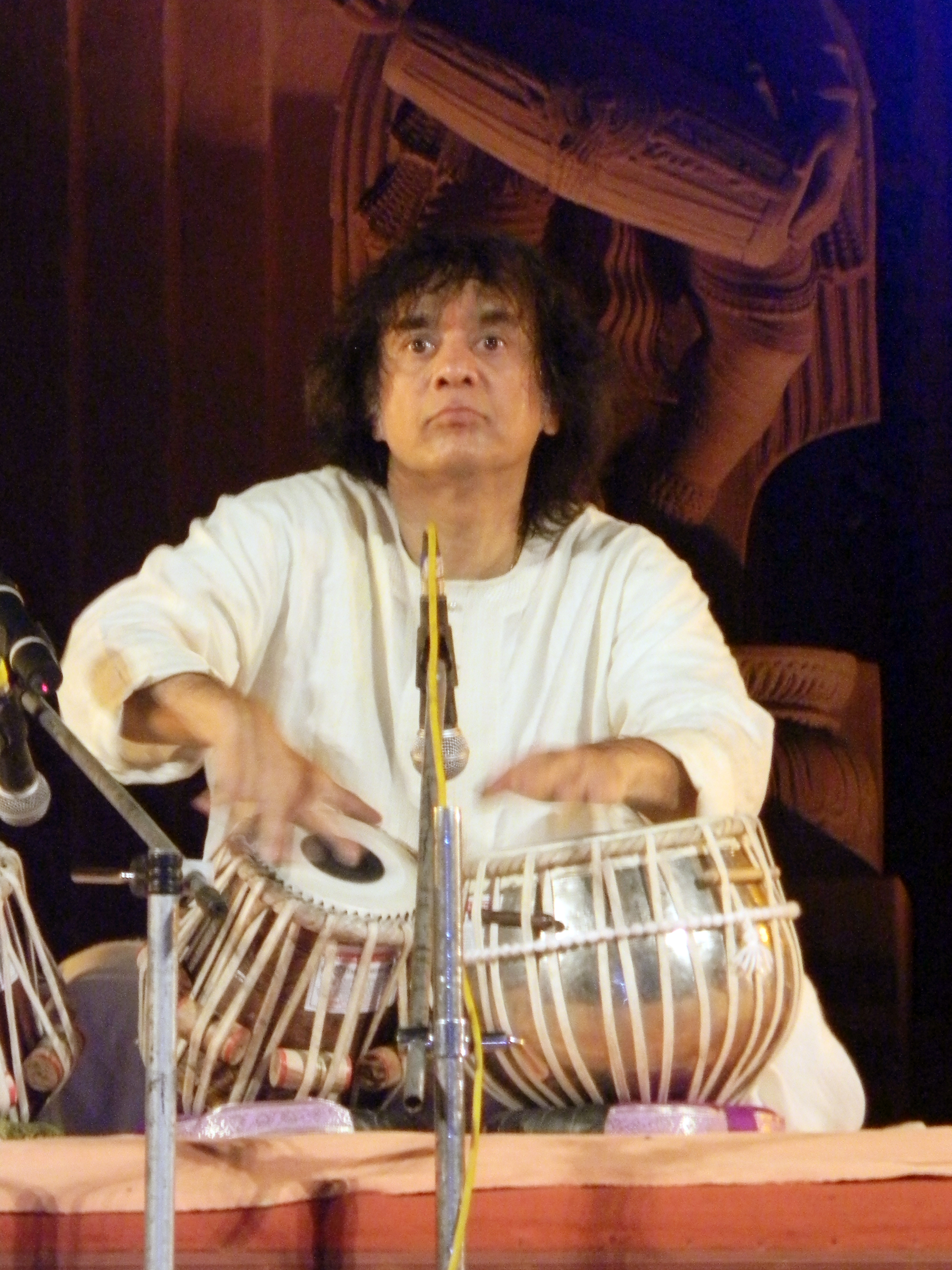

Zakir Hussain (Mumbai, 9 maart 1951 - San Francisco, 15 december 2024) was een Indiaas musicus, componist, bandleider en acteur. Hij wordt gezien als een van de beste tablaspelers van zijn generatie die de tabla internationaal een nieuw gezicht heeft gegeven. Hij won vier Grammy Awards.

## Biografie
Hussain werd in 1951 geboren in Mumbai. Hij was de zoon van de befaamde tablameester Ustad Alla Rakha. Zijn vader leerde hem als kind de pakhavaj te spelen en werd ook zijn leermeester in de tabla. Op zijn zevende trad Zakir voor het eerst op, op zijn twaalfde toerde hij voor het eerst. Om meester te worden in de tabla, speelde en trainde Hussain met tientallen Indiase meesters onder wie zijn vader Alla Rakha, Ali Akbar Khan, Ustad Vilayat Khan, Pandit Hari Prasad Chaurasia, Pandit Shiv Kumar Sharma, Pandit VG Jog, Pandit Bhimsen Joshi en Pandit Jasraj.
Rond zijn 18e moest zijn vader een concert met  Ravi Shankar in New York afzeggen wegens ziekte. Hussain verving zijn vader tijdens dat concert. Hij toerde daarna met Shankar door de Verenigde Staten. Ook ging hij muziek doceren aan Amerikaanse universiteiten. Via Shankar leerde hij George Harrison kennen, die hem uitnodigde om mee te werken aan zijn album Living in the Material World (1973). Hussain werkte in zijn vroege jaren afwisselend in Mumbai en Californië. In India deed hij onder meer werk voor Bollywood-films.
Hussain werkte in de decennia daarna mee aan honderden plaatopnamen. Hij werkte in de studio en op het podium samen met tal van artiesten, onder wie Yo-Yo Ma, Van Morrison,  Earth, Wind & Fire, Nusrat Fateh Ali Khan, Kronos Quartet, Tito Puente, Pharoah Sanders, Dave Holland, Narada Michael Walden, Henry Kaiser, Wadada Leo Smith, Joe Henderson, Charles Lloyd, John Handy, Larry Coryell, Pat Martino, Eric Harland, Mahavishnu, Kitaro, Salamat Ali Khan en Sharafat Ali Khan. Naast zijn werk als musicus, bandlid en bandleider, was hij ook componist en acteur.
In 2024 overleed Hussain in San Francisco aan de gevolgen van een longziekte. Hij liet een vrouw en twee dochters na.

## Muzikale samenwerkingen en projecten

### Solo of als bandleider
In 1987 bracht Hussain zijn solodebuut Making Music uit, met Jan Garbarek, John McLaughlin en Hariprasad Chaurasia.
In 1984 richtte hij de band The Rhythm Experience op. De muziek van deze groep was een mix van ritmes uit India, Cuba, Afrika en het Midden-Oosten. De groep gebruikte een grote variatie aan percussie-instrumenten, waaronder tabla, conga, darboeka, maraka en claves. AllMusic noemde het "wereldmuziek op haar best".
In 1996 bracht hij het album The Elements: Space uit, met een mix van Indiase en elektronische muziek.

### Met Shakti
In 1973 richtte Hussain met de Britse gitarist John McLaughlin de band Shakti op. In deze band werkten ze samen met onder anderen de Indiase musici L. Shankar, Shankar Mahadevan en Vikku Vinayakram. De muziek van Shakti was een vernieuwende mix van Indiase muziek en jazz. Met Shakti gaven ze optredens op onder andere het Montreux Jazz Festival en het North Sea Jazz Festival. In 2023 won Shakti een Grammy Award. Songlines noemde Shakti "een mijlpaal in de fusie van oosterse en westerse muzikale tradities".

### Met Mickey Hart
In de Verenigde Staten leerde ook de Amerikaanse percussionist Mickey Hart kennen. Ze werkten veelvuldig samen, onder andere in de Diga Rhythm Band (1976), Planet Drum (1991) en Global Drum Project (2007). Voor Planet Drum en Global Drum Project benaderde Hart musici uit verschillende delen van de wereld, onder wie Babatunde Olatunji en Flora Purim. Beide albums werden bekroond met een Grammy Award.

### Met Tabla Beat Science
Eind jaren 1990 richtte Hussain met jazzgitarist Bill Laswel de experimentele band Tabla Beat Science op. De muziek van deze band was een mix van klassieke Hindoestaanse muziek met hiphop, drum-’n-bass en elektronische muziek. Andere bandleden waren Trilok Gurtu, Talvin Singh, Sultan Khan en Karsh Kale.

### Met Béla Fleck en Edgar Meyer
Hussain maakte twee albums met de Amerikaanse musici Béla Fleck (banjo) en Edgar Meyer (bas): Melody of Rhythm (2009) en As We Speak (2023). De muziek op deze albums was een mix van onder andere jazz, klassiek, Amerikaanse folk, Indiaas klassiek en Indiase folk. As We Speak werd bekroond met twee Grammy's.

### Composities
Hussain componeerde werken voor onder andere het Symphony Orchestra of India en het Kronos Quartet.

### Film
Hussain schreef mee aan muziek voor diverse films, naast Bollywood-films waren dit onder andere Apocalypse Now en Little Buddha. Ook speelde hij als acteur in diverse films, waaronder Heat and Dust (1983) en Monkey Man (2024).

## Erkenning en waardering
De Volkskrant schreef dat Hussain "met zijn fusionband Shakti ... aan de wieg stond van de wereldmuziek". Ook schreef de Volkskrant dat Hussain "wereldwijd wordt gezien als de belangrijkste speler" van de tabla, en dat hij een volksheld in India was, die ook omarmd werd door het westerse publiek.
The Guardian schreef dat Hussain het bereik en de aantrekkingskracht van de tabla wist te transformeren. De Britse krant noemde Hussain de meest herkenbare vertegenwoordiger van de tabla, die de grenzen tussen genres doorbrak en het publiek wereldwijd liet kennismaken met de tabla. The Guardian omschreef zijn spel als technisch briljant, gevoelig, emotioneel en gevarieerd, en schreef dat hij zijn publiek constant wist te verrassen, en telkens switchte tussen ragas, jazz en fusion.

### Prijzen, onderscheidingen en nominaties (selectie)
- 1988: Padma Shri (onderscheiding van verdienste van de Indiase regering)[20]

- 1990: Sangeet Natak Akademi Award[21][22]
- 1996: Grammy Award nominatie in de categorie Best World Music Album voor Raga Aberi[23]
- 2002: Padma Bhushan (onderscheiding van verdienste van de Indiase regering)[20]
- 2007: Grammy Award nominatie in de categorie Best Traditional World Music Album voor Golden Strings of the Sarode
- 2009: Grammy Award in de categorie Best Contemporary World Music Album voor Global Drum Project
- 2010: Grammy Award nominatie in de categorie Best Classical Crossover Album voor The Melody of Rhythm
- 2023: Padma Vibhushan (onderscheiding van verdienste van de Indiase regering)[24]
- 2024: Grammy Award in de categorie Best Global Music Album voor This Moment
- 2024: Grammy Award in de categorie Best Contemporary Instrumental Album voor As we Speak
- 2024: Grammy Award in de categorie Best Global Music Performance voor Pashto (van het album As we Speak)

## Discografie (selectie)

### Solo of als bandleider
- 1987: Making Music
- 1991: Zakir Hussain and the Rhythm Experience
- 1995: Magical Moments of Rhythm
- 1998: Essence of Rhythm
- 2002: Selects

### Met Shakti
- 1975: Shakti with John McLaughlin
- 1976: A Handful of Beauty
- 1977: Natural Elements
- 1999: Remember Shakti
- 2000: Remember Shakti: The Believer
- 2001: Saturday Night in Bombay: Remember Shakti
- 2023: This Moment

### Met Diga Rhythm Band
- 1976: Diga

### Met Planet Drum
- 1991: Planet Drum
- 2007: Global Drum Project
- 2022: In the Groove

### Met Tabla Beat Science
- 2000: Tala Matrix
- 2002: Live in San Francisco at Stern Grove

### Overige samenwerkingen
- 1980: L. Shankar met Zakir Hussain, Umayalpuram K. Sivaraman & V. Lakshminarayana - Who's to Know
- 1988: Zakir Hussain & Alla Rakha - Tabla Duet
- 1989: L. Shankar met Zakir Hussain, Vikku Vinayakram & Caroline - Pancha Nadai Pallavi
- 1989: Girija Devi & Zakir Hussain
- 1989: Zakir Hussain & Hariprasad Chaurasia - Venu
- 1990: Zakir Hussain & Alla Rakha - Together
- 1991: Zakir Hussain & Alla Rakha - Maestro's Choice Series One
- 1991: Zakir Hussain & Shivkumar Sharma - Raga Purya Kalyan
- 1991: Pandit V.G. Jog met Zakir Hussain
- 1995: L. Shankar met Zakir Hussain & Vikku Vinayakram - Raga Aberi
- 2005: Zakir Hussain & Aashish Khan - Golden Strings of the Sarode
- 2006: Charles Lloyd met Zakir Hussain & Eric Harland - Sangam
- 2009: Béla Fleck, Zakir Hussain & Edgar Meyer - Melody of Rhythm: Triple Concerto & Music for Trio
- 2019: Dave Holland, Zakir Hussain & Chris Potter - Good Hope
- 2020: John McLaughlin, Shankar Mahadevan & Zakir Hussain - Is That So?
- 2023: Béla Fleck, Zakir Hussain & Edgar Meyer - As We Speak